# Christian Gryphius
Christian Gryphius (* 29. September 1649 in Fraustadt; † 6. März 1706 in Breslau, Fürstentum Breslau) war ein deutscher Pädagoge und Schuldramatiker.

## Leben
Kurz nach dem Ende des Dreißigjährigen Krieges kam Christian als ältester Sohn des Barockdichters Andreas Gryphius und dessen Frau Rosina, geborene Deutschländer, in Fraustadt zur Welt. Er absolvierte ein philologisches Studium in Gotha, Jena und Straßburg und wurde 1674 als Professor für griechische und lateinische Sprache an das Breslauer Elisabethgymnasium berufen. 1686 folgte Gryphius einem Ruf als Rektor des Maria-Magdalenen-Gymnasiums, wo er ab 1699 auch die Leitung der Bibliothek mitübernahm.
Neben Gelegenheitsdichtungen entstanden hier eine Reihe umfangreicher gelehrter Werke sowie Schuldramen. Als Herausgeber bearbeitete er eine erweiterte Neuausgabe der Werke seines Vaters Andreas Gryphius sowie die erste Gesamtausgabe der Werke des Barockdichters Hans Aßmann Freiherr von Abschatz. Ein weitreichender Briefwechsel verband ihn mit vielen Gelehrten seiner Zeit. Er verstarb im Amt 1706 in Breslau.

## Werke (Auswahl)
- Kurtzer Entwurff der geistlichen und weltlichen Ritter-Orden. Leipzig 1697.
- Poetische Wälder. Breslau 1698, Digitalisat.
- Der Deutschen Sprache unterschiedene Alter und nach und nach zunehmendes Wachsthum. Breslau 1708.